# Aceite de behen

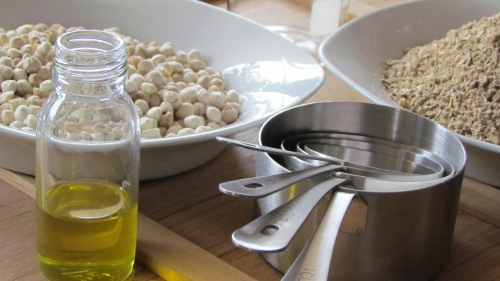
Aceite de behen

El aceite de behen es un aceite de origen vegetal que se obtiene por expresión de las simientes de la especie Moringa oleifera. 
Es originario de la India y se separa en dos partes, una líquida y otra sólida. Los relojeros usaban antes el aceite de behen para suavizar los roces en el movimiento de las piezas. Los perfumistas lo emplean para obtener ciertos aceites esenciales, como el de jazmín.